# Rupert Wild
Rupert Heinrich Wild (* 1939) ist ein deutscher Paläontologe, der sich mit fossilen Reptilien, Amphibien, Flugsauriern und Dinosauriern befasst.

## Leben
Rupert Wild, ältester Sohn des Kulmbacher Künstlers und Kunsterziehers Max Wild (1911–2000), war bis zu seinem Ruhestand Oberkonservator für fossile Amphibien und Reptilien am Staatlichen Museum für Naturkunde Stuttgart.
Wild wurde 1971 an der Universität Zürich bei Emil Kuhn-Schnyder über den Giraffenhalssaurier Tanystropheus longobardicus promoviert. Dort meinte er auch Hinweise auf Sollbruchstellen im Schwanz gefunden zu haben, so dass diese Reptilien wie moderne Eidechsen ihren Schwanz opfern konnten.
Er ist Erstbeschreiber von Ohmdenosaurus (er erkannte in den 1970er Jahren, dass der im Museum Holzmaden ausgestellte Beinknochen nicht zu den Plesiosauriern gehörte, sondern zu einem kleinen Sauropoden und benannte ihn 1978), der Flugsaurier Dorygnathus mistelgauensis (1971), Peteinosaurus (1978) und Preondactylus und er benannte den von Eberhard Fraas erstbeschriebenen Janenschia 1991 in einer Neueinordnung nach dem Tendaguru-Ausgräber Werner Janensch.
1977 leitete er eine Notgrabung im Rahmen des Autobahnbaus im Lettenkeuper von Kupferzell mit zahlreichen Fossilfunden von Panzerlurchen und frühen Verwandten von Krokodilen. Die Funde wurden noch Jahrzehnte später ausgewertet und durch neue Grabungen ergänzt.
1992 ordnete er mit Paul Sereno den Procompsognathus Fund aus Württemberg (1909) neu ein.
Er vertrat die Auffassung, dass Pterosaurier nicht wie die Dinosaurier aus den Archosauriern hervorgingen, sondern sich früher abzweigten. Die Auffassung, dass sie nicht nahe mit den Dinosauriern verwandt sind und nicht von den Archosauriern abstammen, wurde dann auch von Peter Wellnhofer und anderen vertreten. Er rekonstruierte einen hypothetischen, auf Bäumen lebenden, kleinen vierbeinigen Urahn Protopterosaurus, mit Flughäuten und verlängertem vierten Finger.

## Schriften
- mit Max Urlichs, Bernhard Ziegler: Der Posidonien-Schiefer und seine Fossilien, Stuttgarter Beiträge zur Naturkunde, Staatliches Museum für Naturkunde, Stuttgart 1994
- mit Urlichs, Ziegler: Fossilien aus Holzmaden, Stuttgarter Beiträge zur Naturkunde, Staatliches Museum für Naturkunde, Stuttgart 1986
- Die Triasfauna der Tessiner Kalkalpen XXIV. Neue Funde von Tanystropheus (Reptilia, Squamata). Schweizerische Paläontologische Abhandlungen, 102, Birkhäuser Verlag, Basel 1980
- Die Flugsaurier (Reptilia, Pterosauria) aus der Oberen Trias von Cene bei Bergamo, Italien. In: Bolletino della Societa Paleontologica Italiana, Band 17, 1978, S. 176–256
- Die Triasfauna der Tessiner Kalkalpen XXIII. Tanystropheus  longobardicus (BASSANI) (Neue Ergebnisse). Schweizerische Paläontologische Abhandlungen, 95, Birkhäuser Verlag, Basel 1973